# Dendermonde

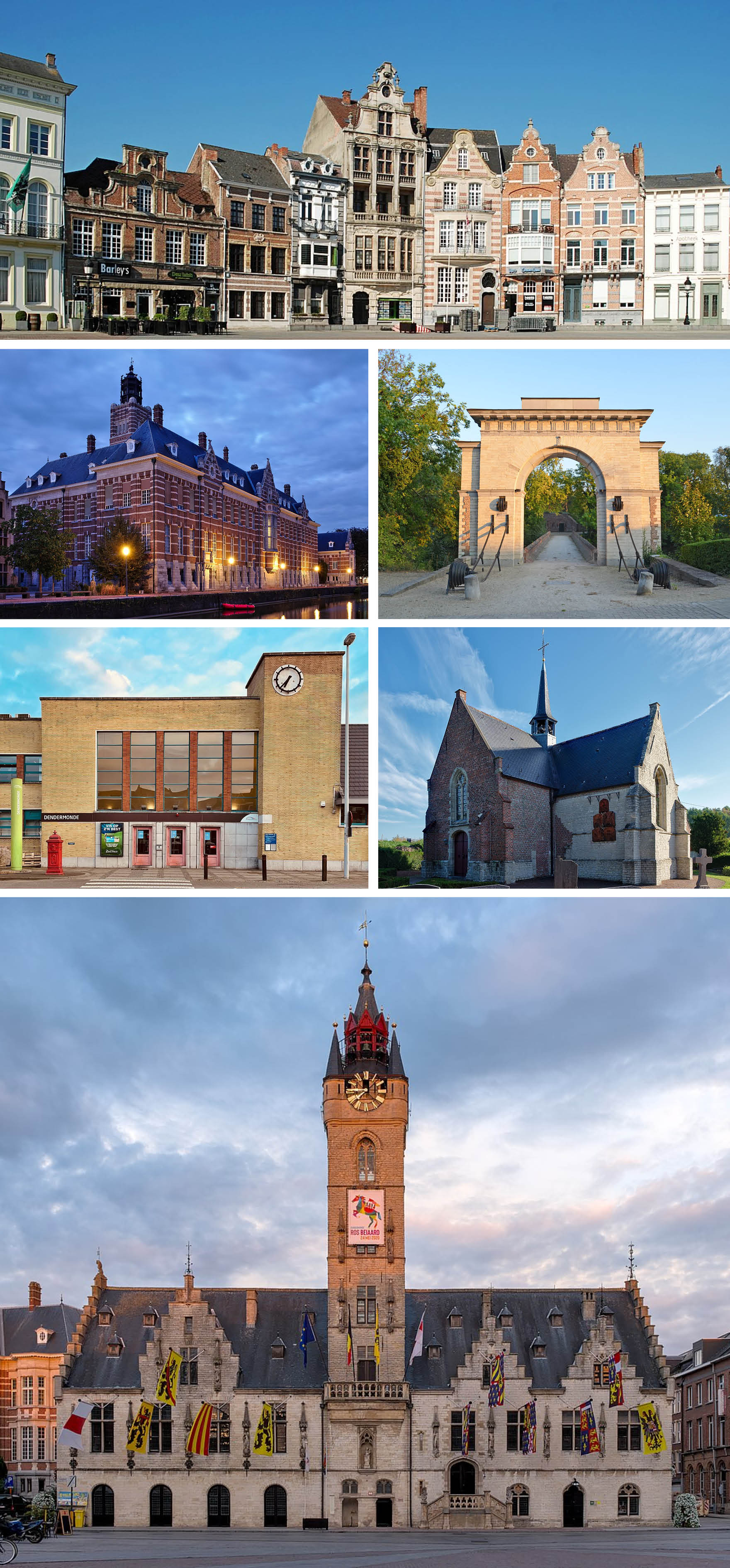
Collage von Dendermonde

Dendermonde (niederländisch, lokal Deiremonne; französisch Termonde) ist eine Stadt und Gemeinde in der Denderstreek in der belgischen Provinz Ostflandern und Verwaltungssitz des Arrondissements Dendermonde. Der Name der Stadt, wörtlich übersetzt „Dendermünde“, gibt über ihre Lage Auskunft: Sie liegt an der Mündung der Dender in die Schelde.

## Geschichte

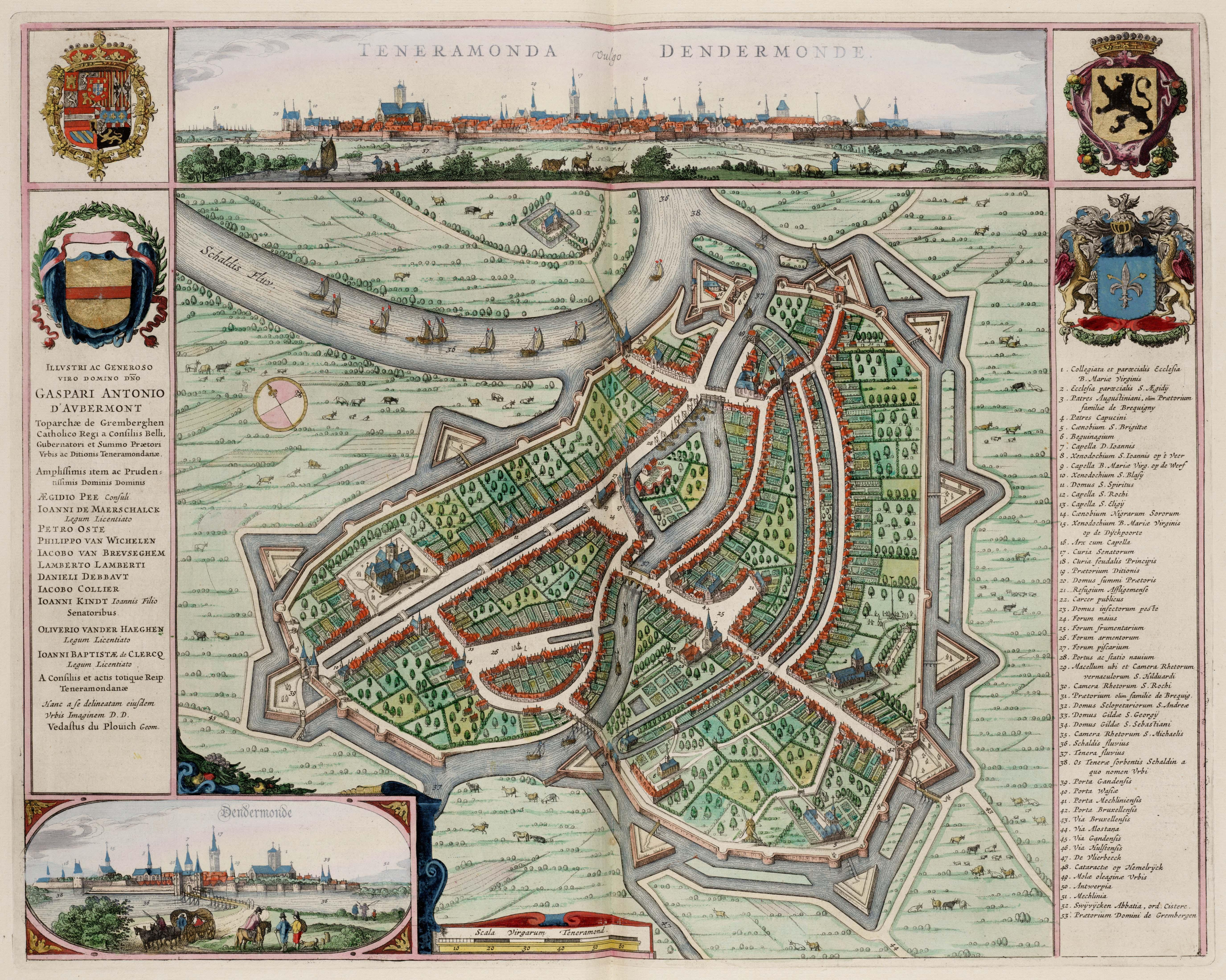
Dendermonde 1649 von J. Blaeu

Bei Grabungen im Dendermonder Poldergebiet wurden Werkzeuge aus dem Neolithikum entdeckt. Auf dem Zwijvekekouter fanden Archäologen Reste zweier gallo-römischer Brandgräber von rund 125–150 n. Chr. Auf dem Hoogveld (Hochfeld) befand sich ein keltisch-römisches Heiligtum.

### Mittelalter
Gegen Ende der fränkischen Zeit entstand eine Niederlassung am Ort des heutigen Flachsmarktes, später folgte eine weitere auf der linken Uferseite im Schatten einer durch Kaiser Otto II. in der zweiten Hälfte des 10. Jahrhunderts gebauten Burg. Umringt von der Dender und der Fischgracht befand sie sich an der Stätte des heutigen Justizgebäudes. Die Burg stellte das administrative Zentrum des Landes von Dendermonde dar, wobei die Stadt schon seit 1233 nicht mehr zu diesem gehörte. Der Name Dendermonde wird erstmals in einer Urkunde des Jahres 1087 im Zusammenhang mit einem gewissen Rainghouts de Thenremonde erwähnt. 1223 wurde eine Zisterzienserabtei gegründet und 1233 verlieh Robrecht van Bethune Dendermonde das Stadtrecht. Schon im 13. Jahrhundert war Dendermonde eine ummauerte und umwallte Stadt.

### Frühe Neuzeit
Im Jahre 1572 wurde Dendermonde von Wilhelm von Oranien erobert, jedoch kurz danach von spanischen Truppen eingenommen und geplündert. Kurz darauf wurde eine neue Stadtbefestigung errichtet. Der französische König Ludwig XIV. belagerte die Stadt 1667 erfolglos und entging nur knapp seinem eigenen Tode – er musste sein Heer zurückziehen, nachdem Dendermonde das Poldergebiet überfluten ließ. 1706 wurde die Stadt durch John Churchill, 1. Duke of Marlborough, in Schutt und Asche geschossen. Das zweite Barrieretraktat von 1717 hatte zur Folge, dass die Dendermonder Kasernen mit Niederländern und Österreichern bemannt wurden, die mit Truppen in den anderen Barrierestädten einen Schutz gegen eine eventuelle französische Aggression garantieren mussten. Später hatte die Stadt unter der Besetzung durch den französischen König Ludwig XV. zu leiden.

### 19. Jahrhundert
Am Beginn des 19. Jahrhunderts zählte Dendermonde 5000 Einwohner. Die Umtriebigkeit des Hafens und die zahlreichen religiösen Gebäude bestimmten das Stadtbild innerhalb der Mauern, wovon heute noch Reste erhalten sind. Dendermonde war nach Brüssel und Mecheln die dritte Stadt auf dem europäischen Festland, die eine eigene Eisenbahnverbindung erhielt. Im Jahre 1850 besuchte König Leopold I. die Stadt.

### 20. und 21. Jahrhundert
Kurz nach Ausbruch des Ersten Weltkrieges wurde die Hälfte der Häuser im Stadtkern verwüstet, nachdem das deutsche Militär sie in Brand setzte. Aufgrund seiner früheren Funktion als Festungs- und Garnisonsstadt und durch die Katastrophe von 1914 hat sich Dendermonde trotz seiner günstigen Lage nicht zu einer größeren Stadt entwickelt. 1933 und 1934 wurde ein Betonviadukt zwischen Dendermonde und Sint-Gillis-Dendermonde angelegt. In der zweiten Hälfte des 20. Jahrhunderts wurden wichtige öffentliche Arbeiten wie die Zuschüttung der mittelalterlichen Gracht „Oude Vest“, das Anlegen der Noordlaan, der Bau einer zweiten Brücke über die Schelde und die Umleitung der Dender um das Stadtzentrum ausgeführt.
Durch die Gemeindereformen wuchs das Stadtgebiet um folgende ehemals selbstständige Gemeinden: 1971 Appels, Sint-Gillis-bij-Dendermonde; 1976 Baasrode, Grembergen, Mespelare, Oudegem en Schoonaarde. Heute übt die Stadt durch ihre Einkaufsmöglichkeiten, ihre zahlreichen allgemein- und kunstbildenden Schulen und das Kulturzentrum Belgica vor allem regional auf die umliegenden Gemeinden größere Anziehungskraft aus. Die Stadt beherbergt auch ein renommiertes Dokumentationszentrum zur Jazz- und Bluesmusik (Jazz Centrum Vlaanderen). Darüber hinaus ist Dendermonde Sitz eines eigenen Gerichtsbezirks zu dem auch Sint-Niklaas und die Region von Aalst gehören. Die Stadt verfügt über Tennis- und Fußballplätze, ein städtisches Schwimmbad, sowie einen eigenen Fußballverein, KAV Dendermonde. Das Industriegebiet Hoogveld liegt zwischen der N41, der Hauptstraße 'Hoogveld' und dem Mechelsesteenweg. Am 24. September 2010 wurde die neue öffentliche Stadtbibliothek in der Kerkstraat durch Bürgermeister Piet Buyse und Ehrenbürgermeister Norbert De Batselier eröffnet.

## Eingegliederte Gemeinden
Neben dem Kernort umfasst die Gemeinde auch die Orte Appels, Baasrode, Grembergen, Mespelare, Oudegem, Schoonaarde und Sint-Gillis-bij-Dendermonde.
| #    | Name                        | Fläche (km²) | Einwohner 01/01/2009 | Jahr der Eingliederung | Einwohner damals |
| ---- | --------------------------- | ------------ | -------------------- | ---------------------- | ---------------- |
| I    | Dendermonde                 | 8,20         |                      |                        |                  |
| II   | Appels                      | 3,87         | 2677                 | 1971                   | 2900             |
| III  | Baasrode                    | 8,23         | 6058                 | 1977                   | 6342             |
| IV   | Grembergen                  | 9,92         | 6416                 | 1977                   | 6100             |
| V    | Mespelare                   | 1,98         | 524                  | 1977                   | 0540             |
| VI   | Oudegem                     | 7,25         | 3967                 | 1977                   | 3950             |
| VII  | Schoonaarde                 | 5,64         | 2163                 | 1977                   | 3950             |
| VIII | Sint-Gillis-bij-Dendermonde | 10,59        | 12.923               | 1971                   | 0?               |

Quelle: Stadt Dendermonde

### Appels
Der Ort wurde 1971 eingegliedert und hatte damals 2900 Einwohner auf 387 ha. Es handelt sich um ein typisches Wohn- und Bauerndorf im Schelde- und Dendertal. Die alte Schelde bei Appels ist ein Mäander, der abgetrennt wurde um die Schifffahrt zu vereinfachen. Die Bedeutung des Namens (seit dem 13. Jahrhundert in Gebrauch) ist bis heute unbekannt. Manche nehmen an, dass der Name von einem Bachlauf oder Fluss stammt, der früher das Ortsgebiet durchlief und der „Apls“ genannt wurde. Eine andere Möglichkeit besteht in einer Zusammenstauchung des Namens „Apollonia“. Appels war ein Wallfahrtsort für die heilige Apollonia (Patronin der Zahnärzte), der auch die denkmalgeschützte Ortskirche St. Apollonia (1786–1788) geweiht ist, die mit Mobiliar, Malereien und Bildnissen des 18. Jahrhunderts ausgestattet ist.
Appels blieb, abgesehen von einigen Unterbrechungen, bis zur Französischen Revolution im Besitz der Zisterzienserinnenabtei Zwijveke. Der kirchliche Besitz wurde veräußert, der damalige Pfarrer 1796 hingerichtet. Die Einwohner des Scheldedorfes werden „Appelsenaren“ genannt. Durch die Zunahme von Appartementsgebäuden wird der ländliche Charakter allmählich verdrängt.
In Appels können Fußgänger und Fahrradfahrer mit einer Fähre (eine der letzten vorhandenen) über die Schelde nach Berlare übersetzen.
Jedes Jahr, von Samstag bis zum Montag der Woche des 21. Juli (belgischer Nationalfeiertag), wird auch ein allseits bekannter Jahrmarkt organisiert (der größte von Dendermonde) mit zahlreichen Attraktionen und einem musikalisch untermalten Abschlussfeuerwerk.
Demographische Entwicklung
- Quellen: NIS en Stadt Dendermonde – 1806 – 1970=Volkszählungen
- 1986:Grenzkorrekturen zwischen Appels, Dendermonde en Sint-Gillis-bij-Dendermonde, wodurch sich Appels qua Fläche vergrößerte, jedoch rund 600 Einwohner verlor

### Sint-Gillis-bij-Dendermonde

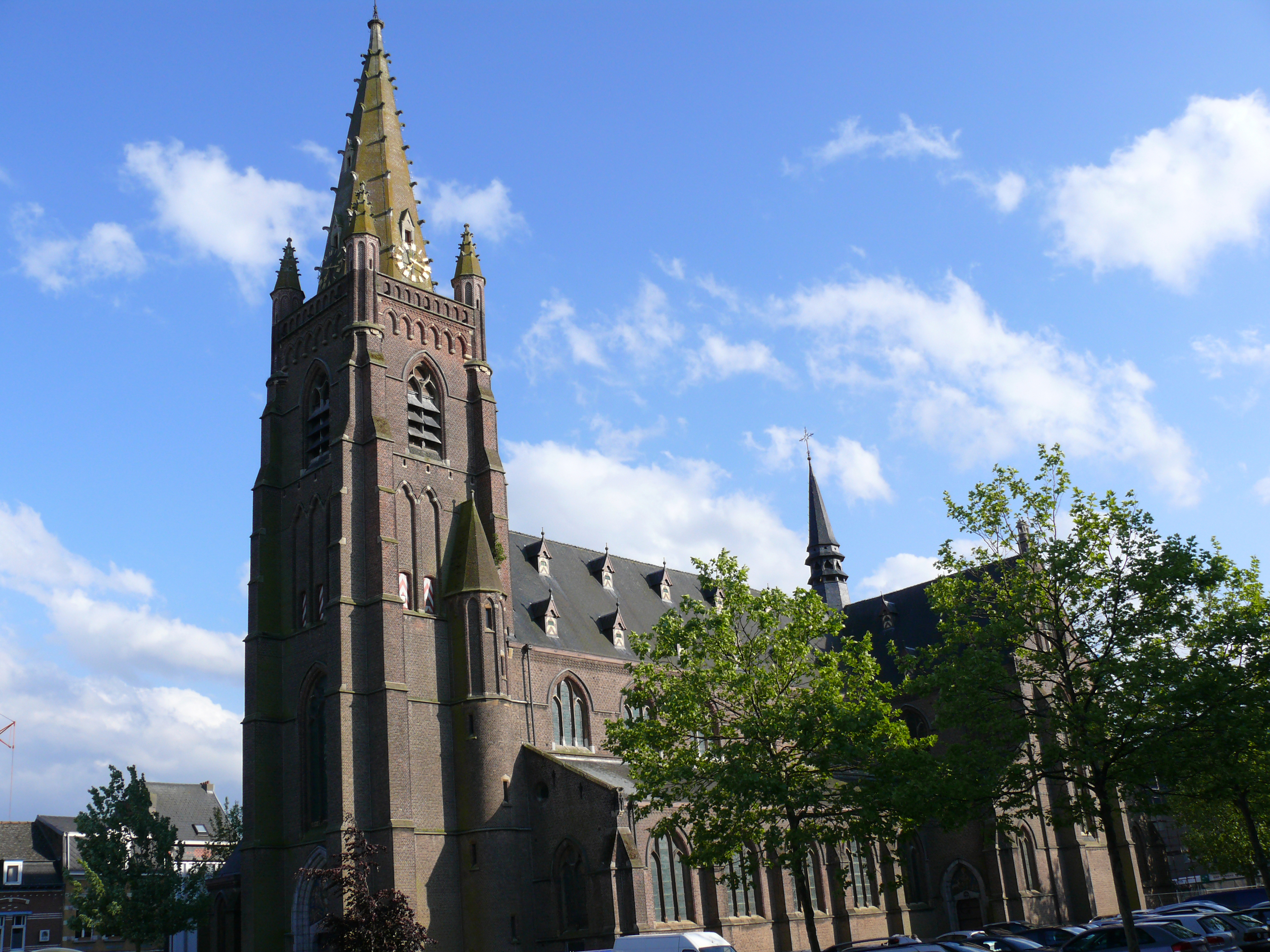
St-Gillis-Buiten Kirche

Sint-Gillis wurde 1971 eingegliedert in Dendermonde. Der Ort hat 12.923 Einwohner (2009) und damit die meisten Einwohner aller Teilgemeinden Dendermondes, das alte Zentrum mit eingeschlossen. Das typische Wohn- und Bauerndorf liegt im Dendertal am Eisenbahnknotenpunkt Gent-Mecheln-Brüssel und südlich vom Stadtkern Dendermondes, mit dem es mittlerweile eng verbunden ist.
Vor allem der jährliche Blumenkorso (Bloemenstoet) am ersten Sonntag im September ist bekannt, in dem prächtig dekorierte Blumenwagen, geschaffen durch verschiedene Nachbarschaften mit jährlich wechselndem Motto, durch den Ort ziehen.
Das Cinema Albert (das einzige Kino in Dendermonde) ist eines der ältesten Kinos Belgiens. Schon seit 1914 wurden hier sporadisch Filme gezeigt, nach dem Ersten Weltkrieg wurde es ein vollwertiges Kino. Es wird noch immer durch dieselbe Familie betrieben. Es hat zwei Kinosäle und steht in der Topliste belgischer Kinos auf Platz 36 von 140.
In Sint-Gillis ist der Dendermonder Rugby Club zu Hause. Hier wird auch das jährliche Internationale Turnier Flanders Open Rugby ausgetragen.
St. Gillis ist der Geburtsort des Dichters Emmanuel Hiel (1834–1894) und des Literaturwissenschaftlers Wies Moens (1898–1982).

### Baasrode

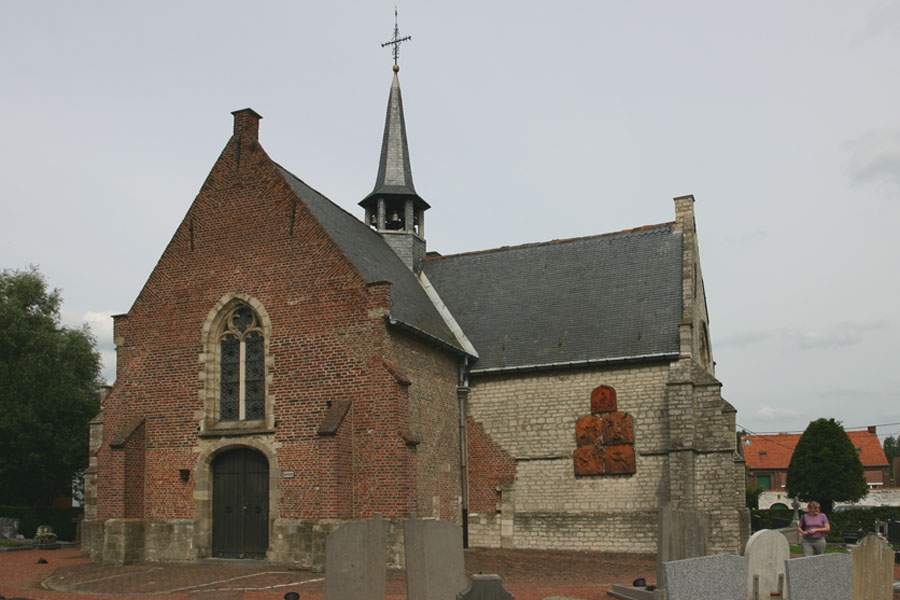
Die St. Gertrudiskirche zu Vlassenbroek (Juli 2004)

Baasrode liegt im Scheldetal und erfüllt infrastrukturell sowohl Wohn- als auch Gewerbefunktionen. Seit 1977 (damals 6342 Einwohner) ist Baasrode eingegliedert in Dendermonde. An der Grenze zu Buggenhout findet man auf der Gemarkung ebenfalls den zugehörigen Weiler Briel. Des Weiteren befindet sich im Norden das anziehende Künstlerdorf Vlassenbroek, das dicht am Scheldedeich liegt. Die Dorfstruktur konzentriert sich auf das malerische und zusammen mit der unmittelbaren Landschaft denkmalgeschützte spätgotische St. Gertrudiskirchlein aus der ersten Hälfte des 17. Jahrhunderts.

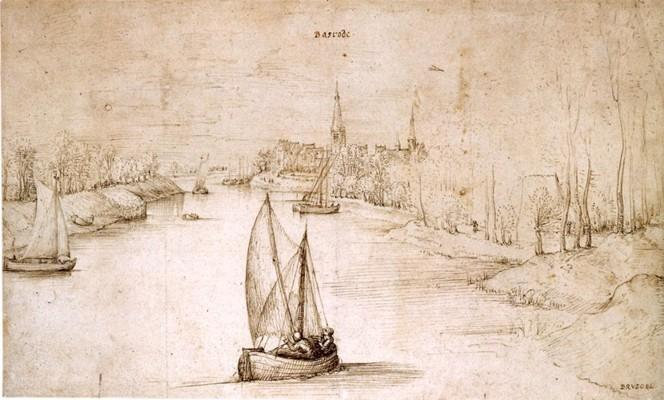
Baasrode in einem Gemälde von 1556 von Pieter Bruegel dem Älteren

Die ursprünglich aus dem 16. Jahrhundert stammende St. Ursmaruskirche liegt ebenfalls nahe der Schelde. Unglücklicherweise war sie eines der ersten Opfer des Bildersturms 1566 und wurde auch in folgenden Feldschlachten, wie der Schlacht um Baasrode am Ende des 16. Jahrhunderts schwer beschädigt. Der heutige Turm im Renaissancestil ist von 1677, während das Kirchenschiff zwischen 1779 und 1830 instand gesetzt und verbreitert wurde.
Vor Schließung der Schiffswerft war Baasrode als ein Schiffbauerdorf bekannt. Über die Geschichte der Binnenschifffahrt kann man im Schifffahrtsmuseum mehr erfahren, wo zahlreiche Schiffsmodelle, Drucke und viele andere Exponate darüber Auskunft geben. Gegenwärtig bestehen Pläne die alte Schiffswerft zu einer Erholungszone mit Museumsschiffen und Rundfahrtbooten umzubauen.
Darüber hinaus liegt Baasrode an der touristischen Eisenbahnlinie Dendermonde-Puurs. Zu dieser Linie gehört die Station Baasrode-Nord, das „Hauptquartier“ der Stoomtrein Dendermonde-Puurs, die die Linie unterhält. Hier kann man eine Sammlung alter Eisenbahngüter sehen, u. a. Lokomotiven, Güter- und Personenwaggons, Signalwerke, und jeden Sonntag von Juli bis September mit einer alten Dampflok fahren. Am sogenannten Zugwochenende Anfang Juli werden die Dampflok und die Bahnhöfe mit Blumen dekoriert.
Das Scheldefest am dritten Wochenende im September ist ein Dorffest, das mit der Septemberkirmes, organisiert wird. Am Samstag findet dabei das Mosselrockfestival statt und zum Sonntag gehört der Tuningday, ein mittlerweile beinahe eigenständiges Ereignis. Am Dienstag nach der Kirmes findet ein Jahrmarkt statt. Der Karneval in Baasrode dauert von Faschingssonntag bis Aschermittwoch und findet somit gleichzeitig mit dem Aalster Karneval statt. Höhepunkt ist der Karnevalsumzug am Sonntag.
Baasrode hat mehrere Sportvereine, VA Baasrode, den Basketballverein Panters Baasrode und den Fußballverein Voetbalclub KFC Baasrode, der dem KBVB angeschlossen ist. Seit 1985 gibt es auch einen aktiven Kraftball-Verein (ndl. Krachtbal) 't Botterken Baasrode.
Demographische Entwicklung
- Bron: NIS; Opm:1806 t/m 1970=volkstellingen; 1976, 1985, 1995, 2005, 2007=inwoneraantal op 31 december

### Grembergen
Grembergen, seit 1977 eingegliedert in Dendermonde (damals 6100 Einwohner), liegt im Gegensatz zu Dendermonde und seinen anderen Teilgemeinden auf dem linken Scheldeufer.
In herrschaftlicher und kirchlicher Hinsicht fällt die früheste Geschichte des Ortes mit der von Zele zusammen. Erstmals ist von einem 'Grenberga' 1019 in schriftlicher Überlieferung die Rede. Grend ist etymologisch verwandt mit Grind, das für Kieselsand steht. Grembergen bezeichnet daher einen Sand- oder Kieselhügel. Diesen Verweis nach Sandhügeln findet man noch heute in der Namensgebung der Weiler 'Klein Zand' und 'Groot Zand' in Grembergen.
Am Ende des 11. Jahrhunderts oder zu Beginn des 12. Jahrhunderts wurde dicht an der Schelde ein Kirchlein gebaut. Die Ersterwähnung in einem Dokument vom 20. April 1194 vermeldet, dass Bischof Stephanus von Doornik die Schenkung von Zele (und dazugehörend auch Grembergen) an die St. Bavoabtei zu Gent für ungültig erklärt und die früheren Besitzer, die Abtei Werden, wieder in ihren Rechten bestätigt.
Die Zeit zwischen 1560 und 1600 war für Grembergen besonders dramatisch: Überschwemmungen, Verwüstungen, Bildersturm und eine Pestepidemie usw. folgten nacheinander. 1675 wurden die Mauern des Friedhofs geschleift und die Steine an den Platz der neu zu errichtenden Kirche überführt. Die neue Kirche wurde am 10. November 1710 geweiht.
Grembergen überstand den Ersten Weltkrieg ohne Schäden, wurde aber im Zweiten Weltkrieg stärker in Mitleidenschaft gezogen.
Die Pfarrkirche St. Margaretha (1710) hat einen birnenförmigen Turm und ist in Besitz eines kostbaren Kirchenmobiliars. Jedes Jahr findet am Sonntag des 29. Juni oder dem diesem Datum folgenden Sonntag die Reiterprozession St. Eligius statt. Am Kirmesdienstag (Dienstag nach dem zweiten Sonntag im September) findet ein Wagenumzug statt, an dem Gruppen auf umgebauten Wagen mit Ereignissen und bekannten Grembergern Spott treiben.
Die Villa Ritten wurde ungefähr 1913–1915 erbaut und besitzt noch ihre wertvolle ursprüngliche Art-nouveau- und Art-déco-Verkleidung mit Holz- und Schmiedewerk und zahlreichen farbenfrohen Glasfenstern von F. Aerts. Der Hof ter Geesten geht zurück bis ins 18. Jahrhundert, wo er bereits auf den Ferraris-Karten von 1771 bis 1778 zu sehen ist. Darüber hinaus sehenswert ist das Naturschutzgebiet Groot Schoor.
Der symbolistische Maler Fernand Khnopff (1858–1921), die Choreographin Ingrid Coppieters (Lido Paris) und Tänzerin Bernice Coppieters (Ballet von Monaco)
sind hier geboren. Darüber hinaus wohnen in Grembergen der Schauspieler Kurt Rogiers und die Schriftstellerin Christina Guirlande.

### Mespelare

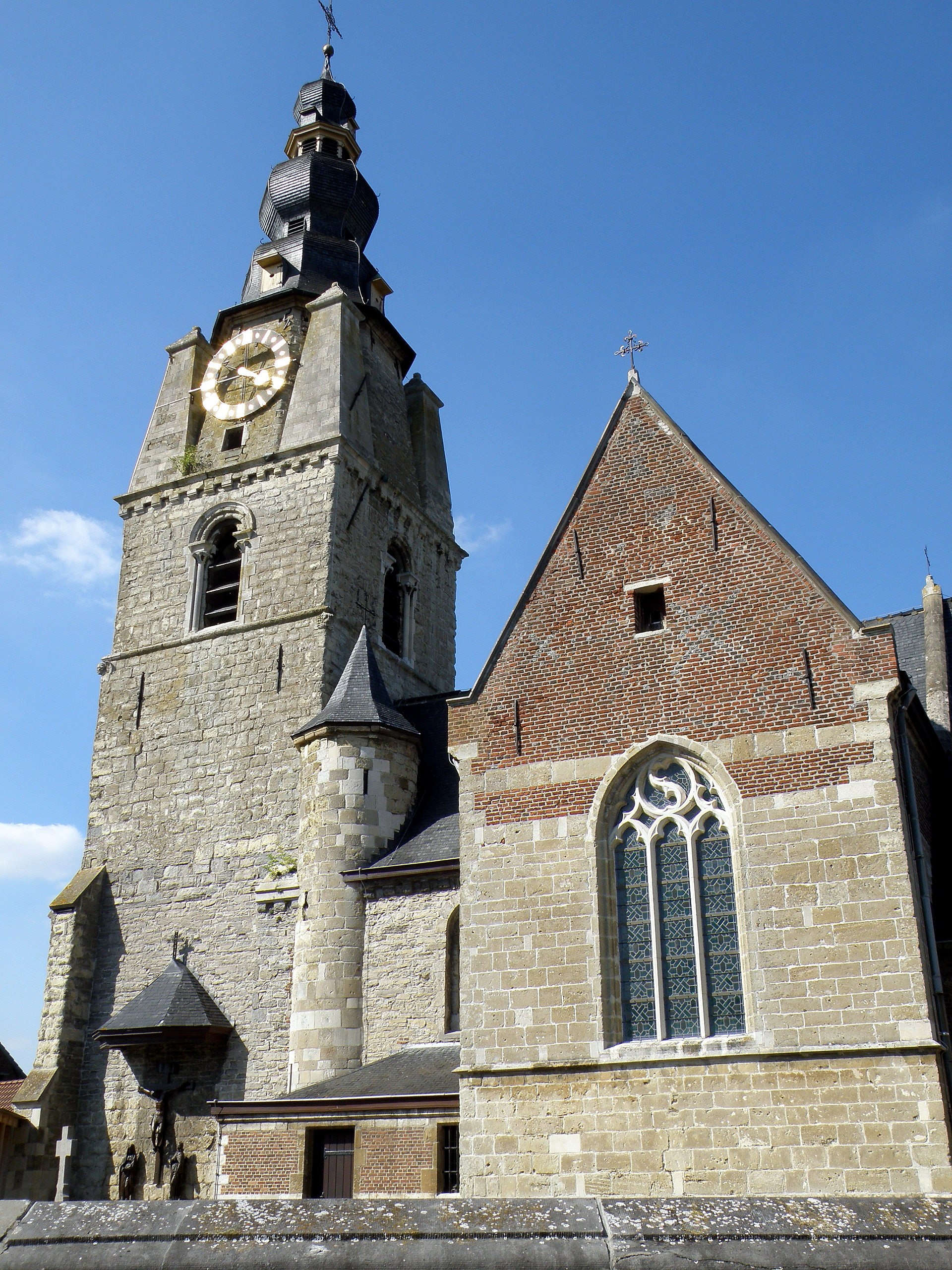
Kirche St. Aldegondis in Mespelare

Mespelare wurde 1977 (mit damals 540 Einwohnern) eingegliedert und liegt an der Dender.
Die romanische Kirche St. Aldegondis aus dem 12. Jahrhundert war bereits bei ihrer Stiftung dieser Heiligen geweiht. Das Glockenspiel von Mespelare enthält Glocken aus dem 18. bis 20. Jahrhundert. Es handelt sich um lediglich 21 Glocken mit einem Gesamtgewicht von 381 kg und einer Bassglocke von 38 kg. Dadurch ist es das leichteste handbespielbare Glockenspiel Belgiens. Es ist als das klarste Flanderns bekannt, weswegen es im Volksmund auch „Die Perlchen von Mespelare“ (De pareltjes van Mespelare) genannt wird. Darüber hinaus findet man in Mespelare den Spanischen Hof, ein Landhaus von 1643, sowie einen Pranger aus dem 17. Jahrhundert.

### Oudegem
Oudegem mit seinen damals 3950 Einwohnern wurde 1977 eingemeindet und ist an Dender und Schelde gelegen. Im Ort steht die gotische Liebfrauenkirche mit frühgotischem Turm und einem Gewölbe aus dem 13. Jahrhundert. Des Weiteren gibt es die Kloosterhoeve und Bokkenhof (beide 18. Jahrhundert). Oudegem hat eine große Sporthalle, einen Fußballverein (S. K. Oudegem), einen Volleyballverein (V. C. Oudegem B) eine Reithalle. Darüber hinaus ist Oudegem für die Fiësta Aaghem bekannt.

### Schoonaarde
Schoonaarde wurde 1977 eingegliedert; damals hatte es 3950 Einwohner. Der Ort liegt, am weitesten vom Zentrum entfernt, an der Schelde östlich von Wichelen und ist mit einer Brücke mit Berlare verbunden. Anfang 2009 zählte die Gemeinde 2163 Einwohner.

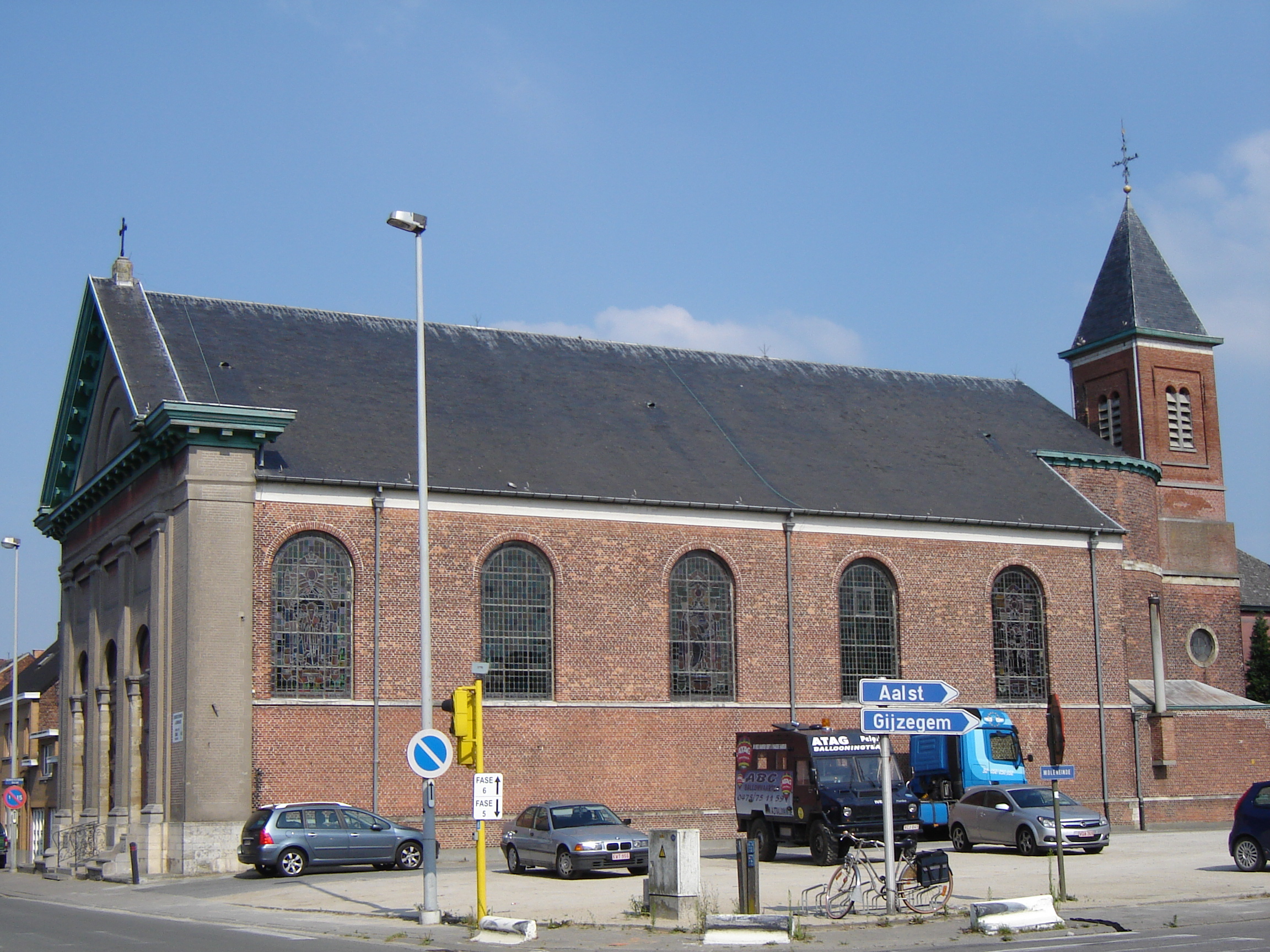
Kirche von Schoonaarde

Seit den ersten Jahren des 14. Jahrhunderts gab es hier eine Kapelle, geweiht „Unserer Lieben Frau der sieben Schmerzen“. Im 18. Jahrhundert wurde in Wichelen ein eigener Pfarrer für die Kapelle von Schoonaarde angestellt, der auch dort Residenz bezog. Durch königliches Dekret von 1873 wurde Schoonaarde aus Wichelen ausgemeindet uns somit selbstständig.
Am Beginn des Zweiten Weltkrieges wurde die Brücke über die Schelde durch das belgische Militär gesprengt. Sie wurde 1941 durch eine Notbrücke ersetzt.
Die Liebfrauenkirche der Sieben Schmerzen stammt aus dem Jahre 1857. Der ursprüngliche Turm wurde wegen Einsturzgefahr 1964 abgerissen und 1980 er durch den heutigen, kürzeren und stummelartigen Turm ohne Uhrwerk ersetzt.

## Politik

### Stadtrat
- Vooruit: 6
- CD&V: 10
- Open VLD: 3
- N-VA: 6
- VB: 10

Nach der Wahl kam es zu einer Koalition aus CD&V, Vooruit und OpenVLD. 
 Sie kommen zusammen auf 19 der 35 Sitze.
- Vooruit: 18
- Vooruit – Gr: 6
- Groen: 2
- Voor – NVA: 10
- CD&V: 59
- Open VLD: 22
- N-VA: 24
- VB: 28
- Sonst.: 6

CD&V, OpenVLD und Vooruit haben eine Mehrheit von 99 Sitzen. 
 88 Sitze sind für eine absolute Mehrheit nötig.

### Bürgermeister
seit 1914
- Leon Bruyninckx (Katholische Partei) (1914–1919)
- Albéric Van Stappen (Katholische Partei) (1919–1934)
- Jozef Verbelen (1934–1939)
- Fernand Portmans (Katholische Partei/CVP) (1939–1964)
- William Bruynincx (CVP) (1965–1972)
- Albert Cool (CVP) (1972–1986)
- Maurits Dierick (CVP) (1986–1994)
- Norbert De Batselier (SP.A) (1995–2006)
- Theo Janssens (SP.A) (2006)
- Piet Buyse (CD&V) seit 2007

### Gemeinderat
Die 35 Sitze im Rat der Stadt sind in der Wahlperiode 2013-2018 so auf die einzelnen Parteien verteilt:
| Christen-Democratisch en Vlaams (CD&V) | 16 Sitze |
| Nieuw-Vlaamse Alliantie (N-VA)         | 09 Sitze |
| Socialistische Partij Anders (sp.a)    | 04 Sitze |
| Open Vld                               | 03 Sitze |
| Vlaams Belang (VB)                     | 02 Sitze |
| Groen                                  | 01 Sitz  |

## Verkehr
Bahnhöfe
- Bahnhof Dendermonde
- Bahnhof St. Gillis
- Bahnhof St. Gillis (Eisenbahnlinie Dendermonde-Jette)
- Bahnhof Oudegem
- Bahnhof Schoonaarde
- Bahnhof Baasrode-Noord (Eisenbahnlinie Dendermonde-Puurs-Antwerpen, Dampflokomotivenlinie)
- Bahnhof Baasrode-Zuid

## Pfarreien und Kirchen in Dendermonde

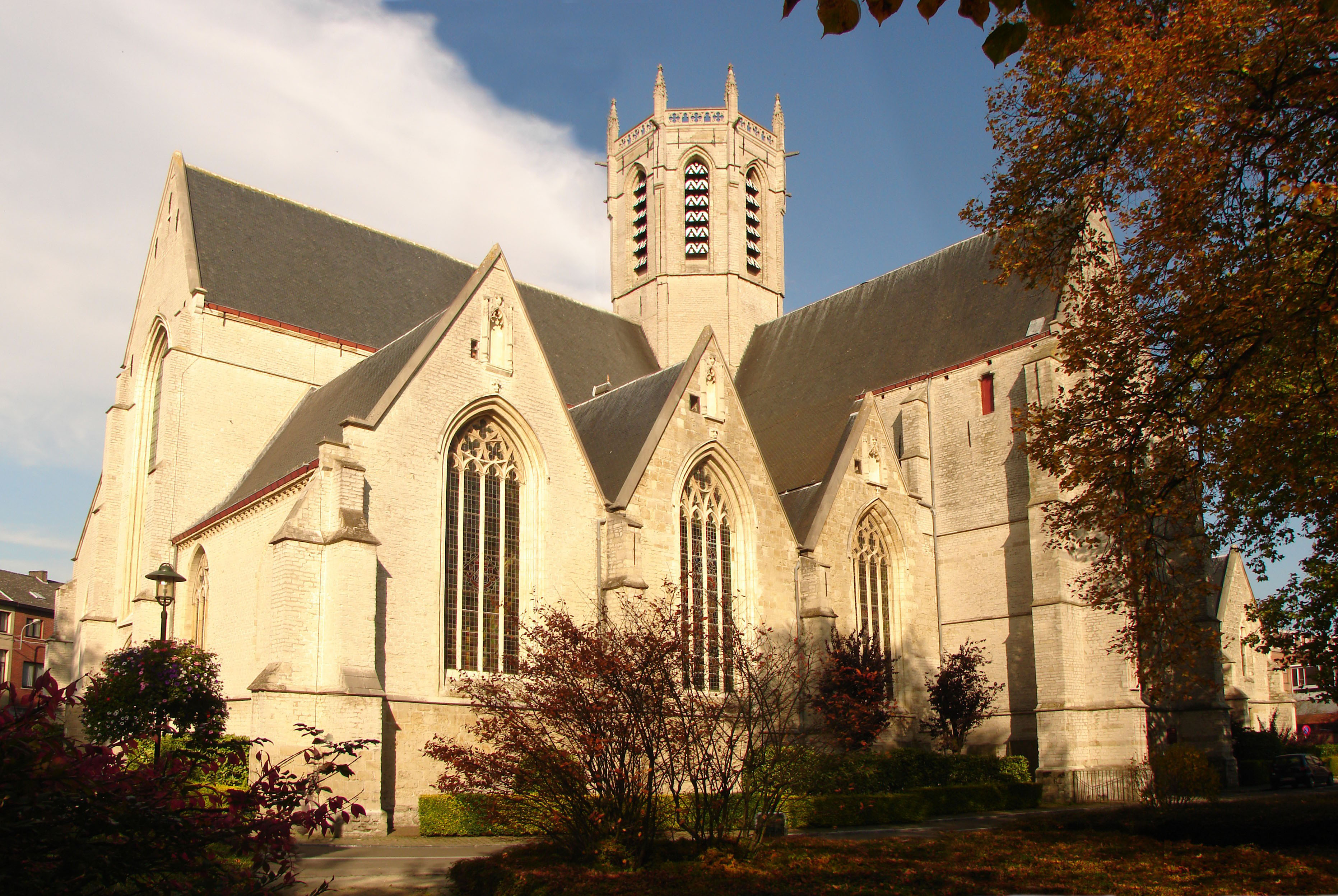
Onze Lieve Vrouwekerk, Dendermonde

- Dendermonde-Centrum: Die Liebfrauenkirche (Onze Lieve Vrouwekerk) am Kerkstraat
- Dendermonde-Sint-Gillis-Binnen: St. Egidius in den Mauern am Brusselsestraat und Heldenplein
- Dendermonde-Keur: St. Jozef der Arbeiter am Ende der Ommegancklaan
- Sint-Gillis-Centrum: St. Egidius in der Sint-Gillislaan
- Sint-Gillis-Lutterzele: St. Lutgardis
- Sint-Gillis-Boonwijk: Onze-Lieve-Vrouw-Van-Zwijveke
- Baasrode-Centrum: St. Ursmarusin in der Sint-Ursmarusstraat
- Baasrode-Vlassenbroek, St. Gertrudis im Zentrum von Vlassenbroek
- Baasrode-Briel: Onze-Lieve-Vrouw-Van-Den-Briel an der Provincialebaan
- Appels: St. Appolonia in der Hauptstraße
- Oudegem: Kirche Mariä Himmelfahrt in der Hofstraat
- Schoonaarde: Onze-Lieve-Vrouw-van-Zeven-Weeënkerk, den Sieben Schmerzen Mariae geweiht, in der Schoonaardebaan
- Grembergen: St. Margriet in der Dr. Haekstraat
- Mespelare: St. Aldegonde in der Mespelarestraat

Die protestantische Kirchengemeinde umfasst ganz Dendermonde, Hamme en Zele. Die evangelische Kirche befindet sich an der Ecke von Oude Vest und der Lindanusstraße.

## Tourismus
Der Tagesausflugstourismus herrscht vor und wächst. Nach Gent und Oudenaarde ist Dendermonde das drittattraktivste touristische Ziel in Ostflandern. Jedes Jahr besuchen ausländische Touristen v. a. aus den Niederlanden, Deutschland und Schweden die Stadt. Diese Zahlen stiegen durch den Umzug des Ros Beiaard im Mai 2010 sprunghaft an; die Anzahl der Übernachtungsmöglichkeiten steigt. Beliebt sind auch die durch Dendermonde laufenden Fahrradrouten, die Ros Beiaard-Route und die Reuzenroute.

## Sehenswürdigkeiten

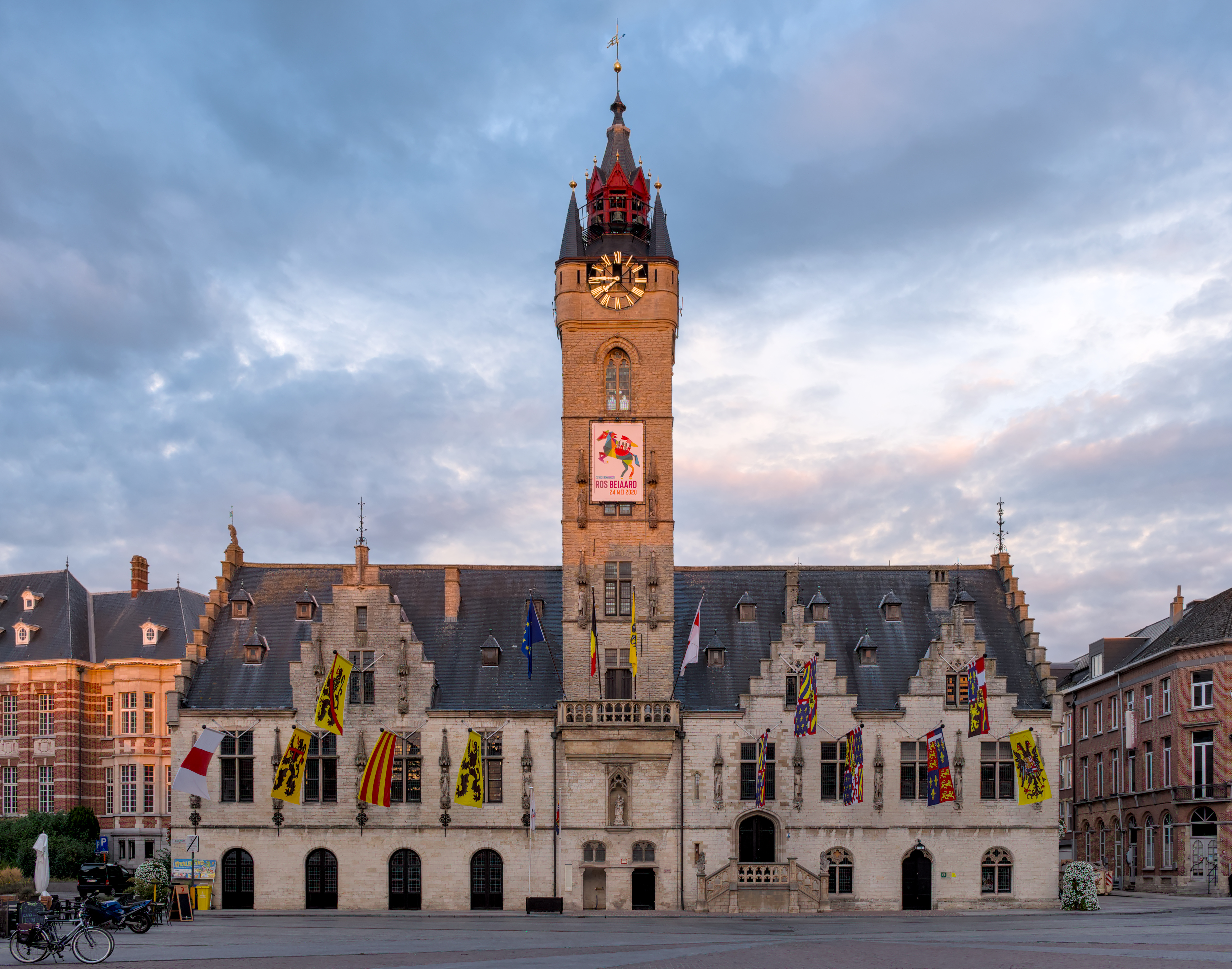
Rathaus mit Belfried

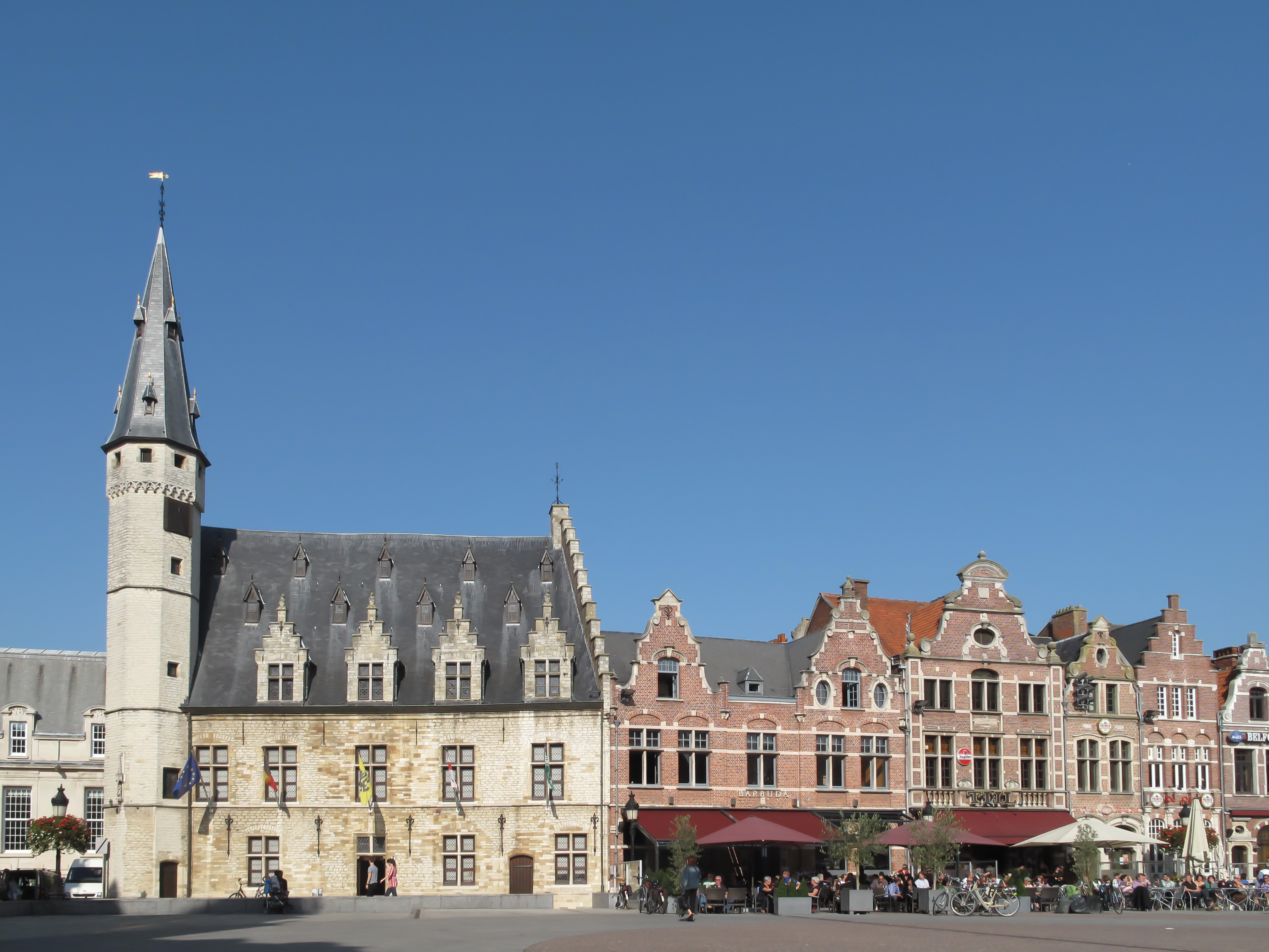
Monumentalbau am Marktplatz: Fleischhaus (Vleeshuis)

Sehenswert ist der mittelalterliche Marktplatz (Grote Markt), mit mittelalterlichen und mittelalterlich anmutenden Häusern in historisierendem Stil, der seit 2004 autofrei ist und neu angelegt wurde. Eine bronzene Palme mit dem Spitznamen „Kokosnuss für Dendermonde“ wurde ein Jahr später hinzugefügt. Das Rathaus von Dendermonde wurde in gotischem Stil im 14. Jahrhundert als Tuchhalle erbaut. Zu diesem Gebäude gehört auch der Belfried der Stadt, der seit 1999 Teil des UNESCO-Welterbes „Belfriede in Belgien und Frankreich“ ist. Das Fleischhaus aus dem Jahre 1461 ist mit seinem Eckturm ein anderer Blickfänger des großen Marktplatzes. Es beherbergt das historische Museum mit einer Kollektion, deren Schwerpunkt in der städtischen Folklore Dendermondes liegt. Daneben findet man dort auch Tonkeramik der Gallo-Römischen Antike und viele Stücke aus Mittelalter und früher Neuzeit. Auch Fossilien und ein vollständiges, 28.000 Jahre altes Mammutskellet sind dort zu sehen.

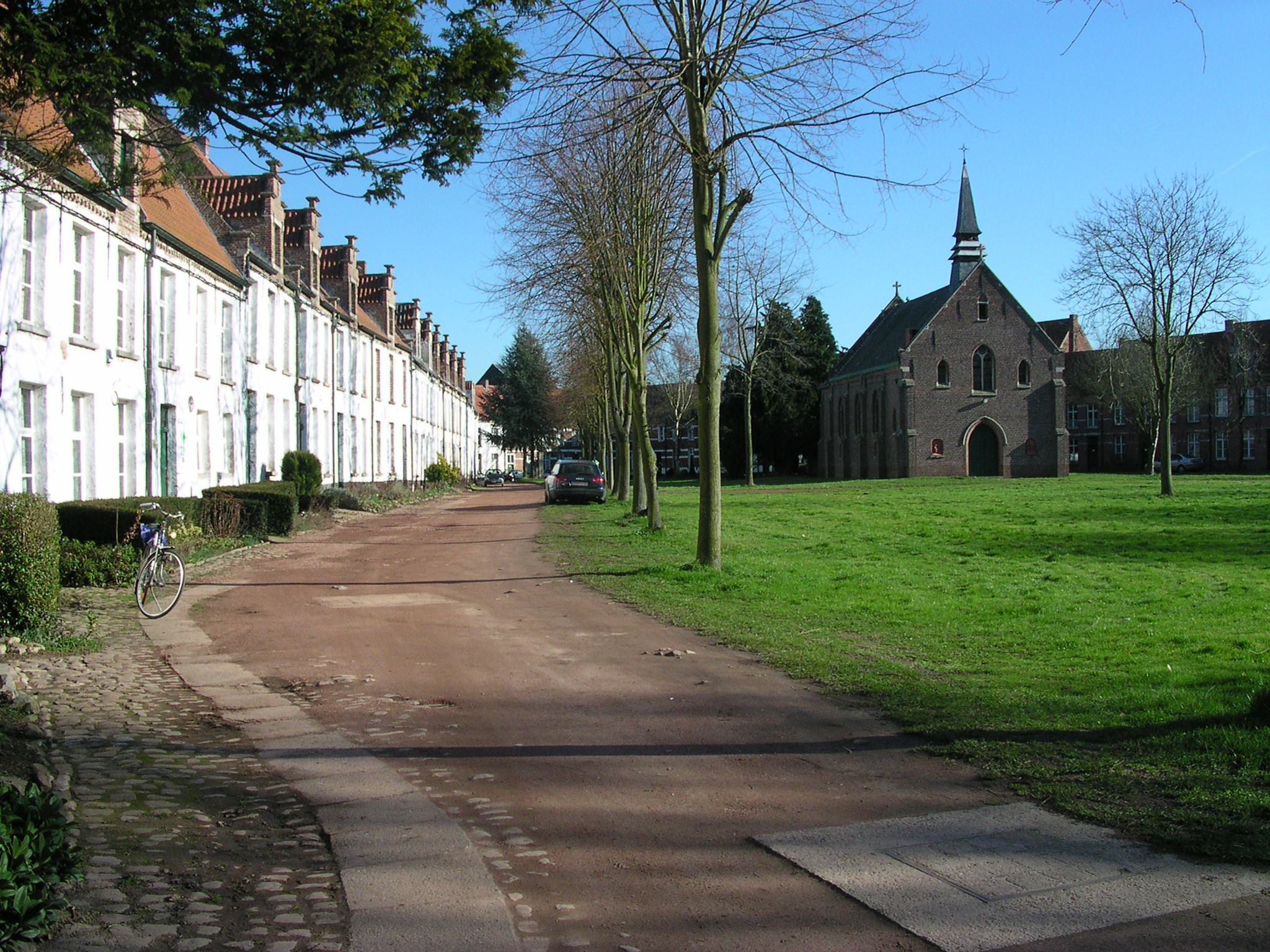
Sint Alexius Beginenhof

- Der Sint-Alexius-Beginenhof besteht an diesem Ort schon seit 1288 und gehört damit zu den ältesten Einrichtungen seiner Art. Um einen Innenbereich sind 61 Häuser aus dem 17. Jahrhundert und eine Kapelle (gebaut 1927) gruppiert. Er gehört seit 1998 zum UNESCO-Welterbe „Flämische Beginenhöfe“.
- Die gotische Liebfrauenkirche zu Dendermonde aus dem 13. Jahrhundert mit dem davor stehenden Standbild Pieter-Jan De Smets, Jesuit und Missionar der Ureinwohner der Rocky Mountains in den USA

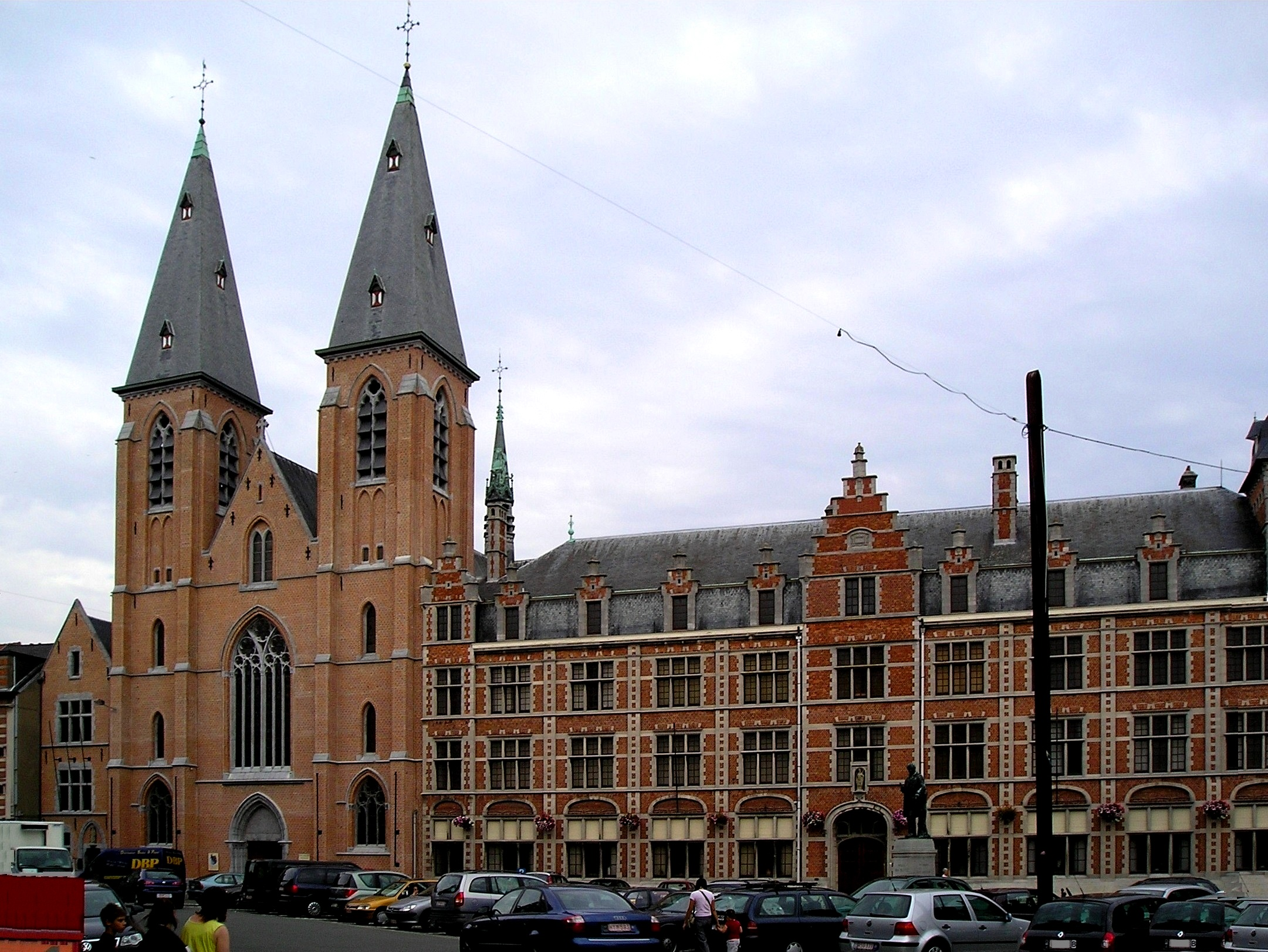
Abtei St. Peter und Paulus am Flachsmarkt

- Die Benediktinerinnenabtei Sankt Peter und Paulus mit ihrer neogotischen Kirche aus dem Jahre 1902. Die Bibliothek hat den Original Dendermonde codex von Hildegard von Bingen.
- Das 1927 errichtete Gerichtsgebäude, das sich am Ende der Kerkstraat befindet wo einst die mittelalterliche Burg der Herren von Dendermonde stand.
- Die Kirche Sankt Aegidius binnen den Mauern aus dem 18. Jahrhundert mit Türmen aus dem 15. Jahrhundert
- Die Mechler und Brüsseler Stadttore aus dem Jahre 1822
- Die Zisterzienserinnenabtei Zwijveke aus dem 18. Jahrhundert mit ihrem Umgang von 1690
- Die erhaltenen Teile der Befestigungsanlage mit Erdwällen und Bastionen
- Der alte Arm der Dender durch das historische Zentrum der Stadt
- Das Arsenal von 1825
- Die einstige Reichswachtkaserne mit 22 Reichswachthäusern von 1879
- Das Gefängnis aus dem Jahre 1863
- Die Infanteriekaserne von 1830
- Das neogotische Kloster der Schwarzen Schwestern auf dem Vlasmarkt von 1923
- Die Königliche Akademie der schönen Künste, erbaut in der Dijkstraat im Stil des Art déco
- Die vormalige Handelsbank im Still des Art déco
- Der Friedhof mit originaler Ummauerung, Zugangstor und Prachtgräbern
- Die Kerkstraat und Koningin Astridlaan und die Statieplein mit Häusern im Stil des Historismus
- Die alten Arbeiterwohnungen in der Weldadigheidstraat
- Der vormalige Fischmarkt
- Standbild Ros Beiaard von Jan Desmarets

## Kulturereignisse

### Ross Bayard Umzug

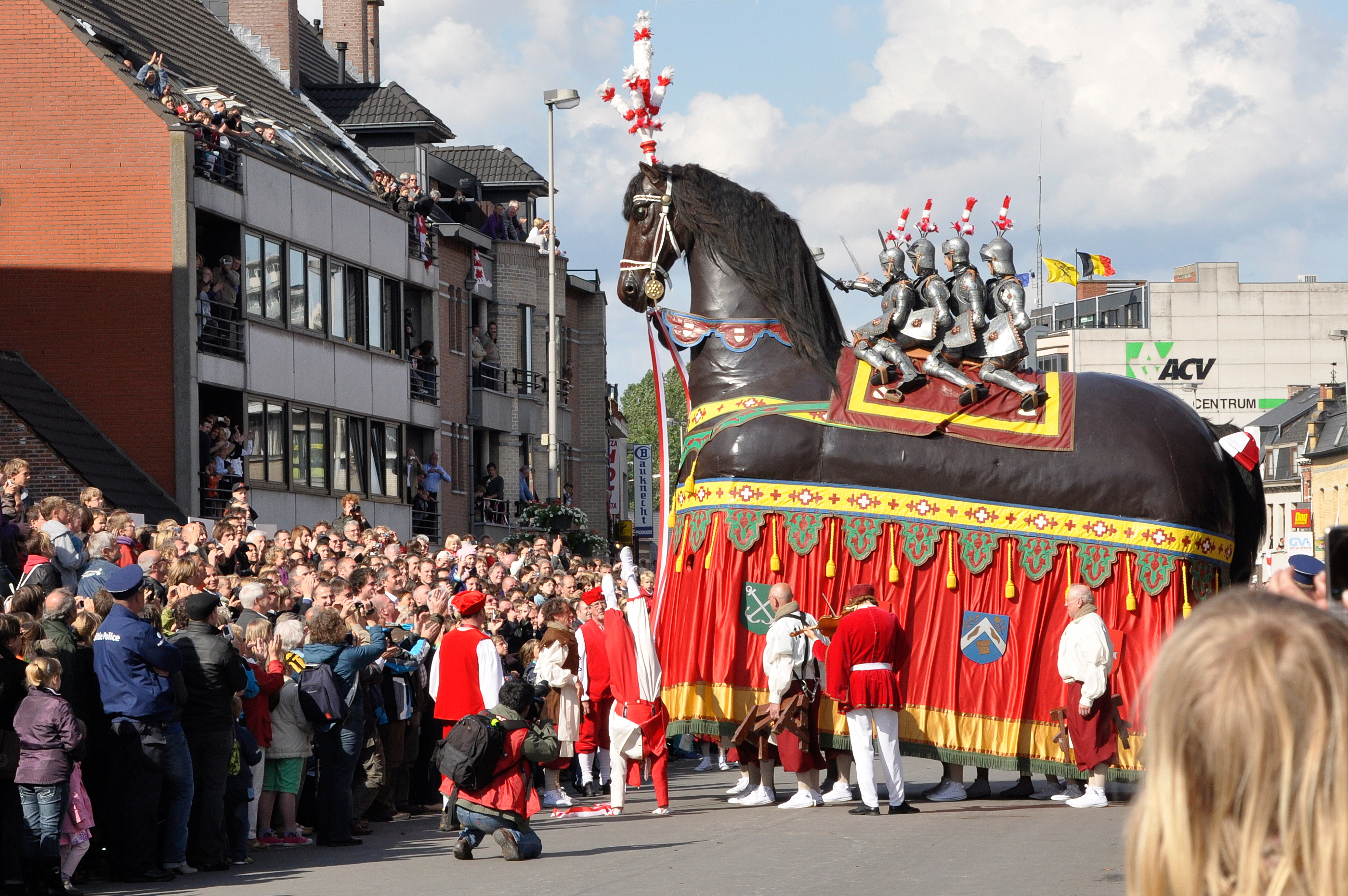
Ross Bayard Umzug 30. Mai 2010

Dendermonde ist bekannt für einen alle zehn Jahre stattfindende Festzug, bei der des legendären Pferdes Bayard gedacht wird, das seinen Herrn und die Haimonskinder vor der Gefangennahme durch Karl den Großen bewahrt haben soll. Dazu wird ein farbenfrohes Holzpferd von riesigen Abmessungen in einem großen Festzug durch die Stadt getragen. Zahlreiche Prachtwagen, in denen die Haimonskinder und Karl der Große die Hauptrolle spielen, ziehen ihm voran. Der Umzug findet nur alle zehn Jahre statt. Aufgrund der Seltenheit des Umzuges ist jeder ein übergroßes Volksfest, bei dem den Dendermondern der Abschied von "ihrem" Ross Bayard sichtlich schwerfällt. 2005 wurde das Ross Bayard von der UNESCO als Weltkulturerbe anerkannt. Der letzte Umzug fand am 30. Mai 2010 statt.

### Traditioneller Riesenumgang Katuit

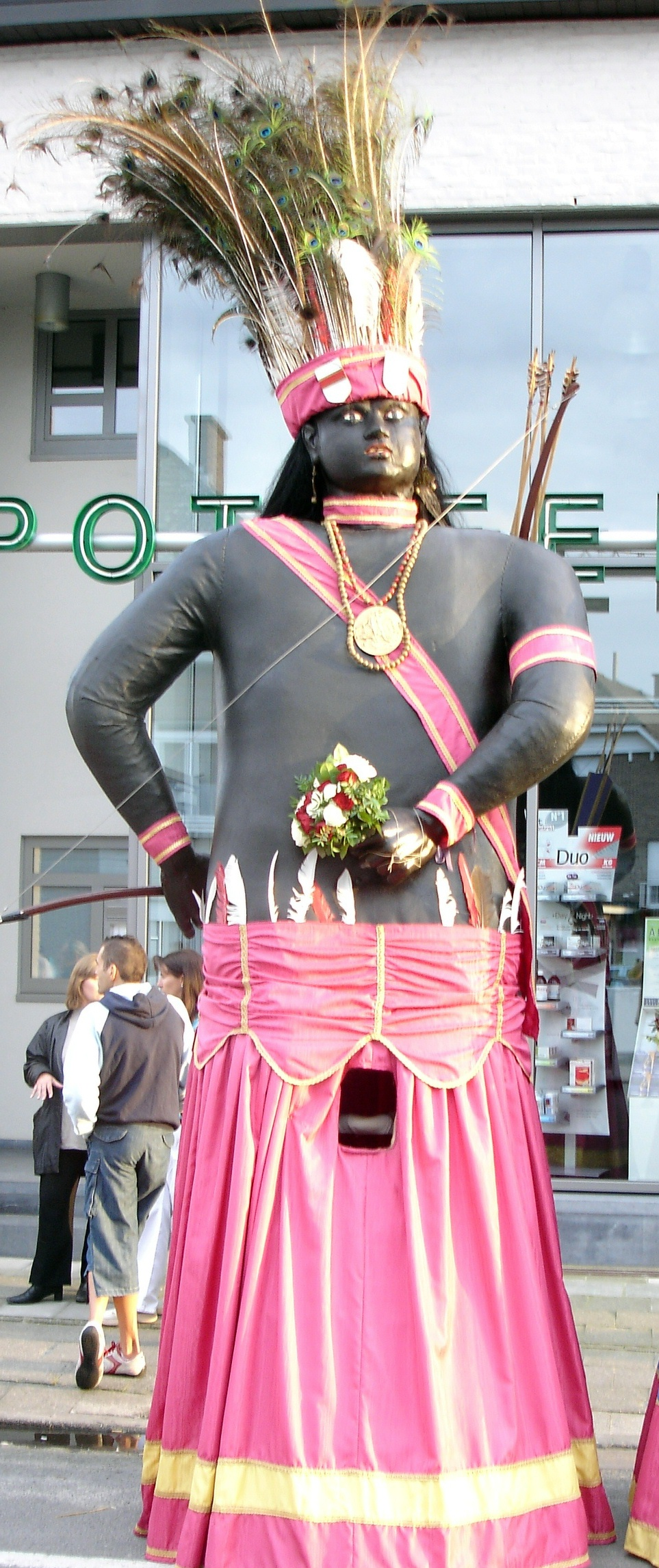
Der Indianer

Hierbei handelt es sich um ein folkloristisches Spektakel an jedem letzten Donnerstag im August. In einem Abendumzug mit Prachtwagen, Musikkorps, professionellem Straßentheater, Fackelträger, Fahnenschwinger umringen insgesamt 1000 kostümierte Darsteller die drei Gildenriesen Mars, Goliath und Indian. Im Volksmunde geht man nach Katuit um die Riesen tanzen zu sehen.
Im Umzug kommen vor allem historische oder volkstraditionelle Szenen und Bilder zum Zuge, wie die „Knaptanden“, die verkleidet in Wolfskostümen den Umstehenden einen Schrecken einjagen, oder der Prachtwagen der „Kopvleesfretters“ die „Kopffleisch“ an die Umzugszuschauer austeilen. Neuerdings wird auch Wert auf neuere Animation und Spezialeffekte gelegt.
Rund 40.000 Zuschauer nehmen jedes Jahr am Umzug teil. Die Apotheose findet auf dem großen Markt statt, wo im Angesicht der drei Gildenriesen und der Ross Bayard-Melodie ein Feuerwerk hinter dem Rathaus stattfindet. Der Riesenumgang gehört zu den belangreichsten folkloristischen Ereignissen Flanderns und wurde daher 2005 ebenfalls von der UNESCO als Weltkulturerbe anerkannt.

### Weitere Kulturereignisse
- Honky Tonk Jazzkroegentocht
- Volksfest M'Eire Morough (letzter Freitag und Samstag im Juli)
- Parkhappening Dendermonde
- Nacht der Alternative
- City Sounds
- Die Vierschwestersstädte
- Beginenhoffest (das letzte Fest fand 2005 statt, Stand: April 2011)

## Dialekte
In Dendermonde lassen sich grob gesagt vier Dialekte unterscheiden. Der Unterschied zwischen den Dialekten ist durch die Lage Dendermondes am Zusammenfluss der Flüsse erklärlich. Traditionell stellen Flüsse oft stärkere Dialektgrenzen dar, doch wie auch im Rest Flanderns sind die Dialekte auf dem Rückzug und die Anzahl der aktiven Sprecher hat stark abgenommen.
Der eigensinnige Stadtdialekt von Dendermonde selbst vereint dialektale Kennzeichen der Denderregion mit denen des Waaslandes zusammen mit Einflüssen anderer Stadtdialekte. So ist das lange a (ndl. aa), das in Dendermonde zu einem u (ndl. oe) wird, von den in der Stadt im 19. Jahrhundert sesshaft gewordenen Brüsseler Arbeitern entlehnt worden, als Dendermonde eine stark aufstrebende Industrie entwickelte. Sie bewohnten die Stadtgebiete, die an den „Brüsseler Festungswerken“ entstanden. Jene waren Überbleibsel des alten städtischen Verteidigungssystems von Vauban.
Der in Grembergen gesprochene Dialekt schließt bei den Waasländer Dialekten an, wie beispielsweise die Mundarten der Gemeinden Zele und Hamme. In Appels, Oudegem, Mespelare en Schoonaarde, die am linken Ufer der Dender liegen hört man die ostflämische Variante des Dialektes nahe der Dender, während man in St. Gillis und Baasrode dessen Brabanter Ausprägung vernehmen kann. Ein starkes Unterscheidungszeichen zwischen beiden ist die Aussprache des g, die bei der Brabantischen Ausprägung eher stärker (guttural) als bei der ostflämischen ausgeprägt ist.

## Trivia

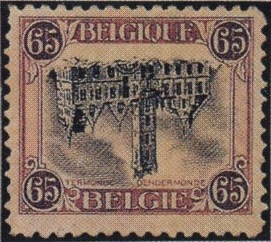
Fehldruck einer Briefmarke von 1920 mit dem Rathaus

- Belgien gab 1920 eine Briefmarke mit dem Rathaus von Dendermonde im Nominal-Wert von 65 Centimes heraus. Bei einem Teil der Briefmarken stand das Rathaus jedoch fehlerhafterweise kopfüber, weshalb sie den Namen 'de omgekeerde Dendermonde' tragen. Sie sind äußerst selten und bei Sammlern hochgehandelt.
- Die Bewohner der nahegelegenen Stadt Aalst, die sich seit Menschengedenken in einer Städtefehde mit Dendermonde befinden, nennen die Bewohner auch liebevoll "(Rat)kopvleesvretters", (Ratten)kopffleischfresser.

## Städtepartnerschaft
Dendermondes Partnerstadt ist Nienburg/Weser in Niedersachsen.

## Persönlichkeiten

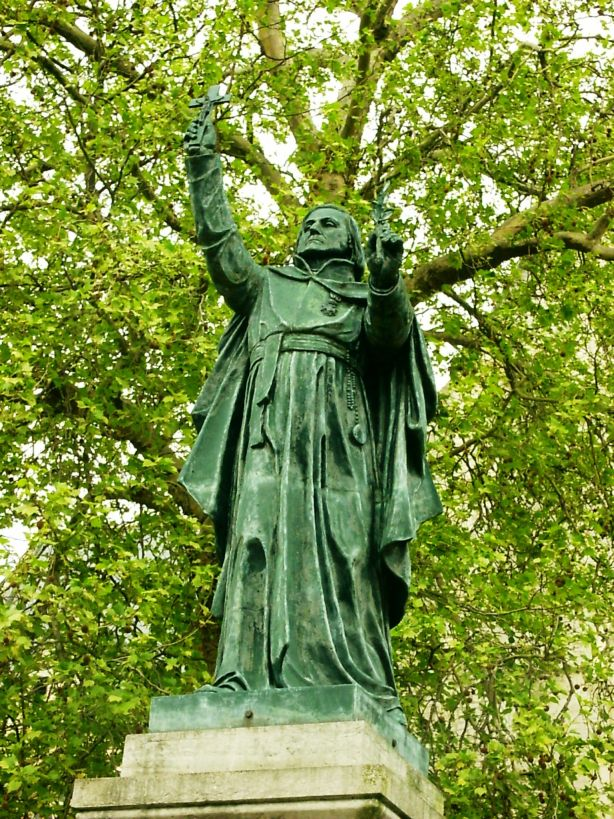
Standbild von Pieter-Jan De Smet vor der Liebfrauenkirche zu Dendermonde

- Heilige Christiane von Termonde, Nonne, lebte im 8. Jahrhundert
- Bruno Emanuel Quaet-Faslem (1785–1851), Bauingenieur und Architekt
- Pierre-Jean De Smet (1801–1873), Jesuit, Missionar im Nordwesten der USA und in Kanada
- Frans Verhas (1827–1897), Genre- und Kindermaler
- Conradijn Cunaeus (1828–1895), Tiermaler und Lithograf
- Clément Loret (1833–1909), Organist, Komponist und Musikpädagoge
- Emanuel Hiel (1834–1899), flämischer Dichter
- Jan Verhas (1834–1896), Genre- und Kindermaler
- Frans De Beul (1849–1919), Tier- und Genremaler
- Achilles Moortgat (1881–1957), Bildhauer und Landschaftsmaler
- Herman Jan de Vleeschauwer (1899–1986), Philosoph und Historiker
- Frans Bonduel (1907–1998), Radrennfahrer
- Eddy Peelman (* 1947), Radrennfahrer, geboren in Baasrode
- Guy Verhofstadt (* 1953), Premierminister Belgiens (1999–2008)
- Johnny De Nul (* 1955), Radrennfahrer, geboren in Schoonaarde
- Frank Creyelman (* 1961), Politiker
- Peter De Mey (* 1966), katholischer Theologe
- Do van Ranst (* 1974), flämischer Schriftsteller
- Vanessa Chinitor (* 1976), Sängerin
- Annelies Verbeke (* 1976), flämische Schriftstellerin
- Jarno Van Mingeroet (* 1977), belgischer Radrennfahrer
- Alwin de Prins (* 1978), luxemburgischer Schwimmer
- Preben Van Hecke (* 1982), Radrennfahrer
- Caroline Maes (* 1982), Tennisspielerin
- Thomas Kaminski (* 1992), Fußballspieler
- Arne Engels (* 2003), Fußballspieler